# 果たし得ていない約束―私の中の二十五年
『果たし得ていない約束―私の中の二十五年』（はたしえていないやくそく わたしのなかのにじゅうごねん）は、三島由紀夫の評論・随筆。初出の旧仮名遣いでは『果たし得てゐない約束…』となる。実質的な三島の遺書、決別状としての意味合いを持ち、三島の死後、様々な誌面や三島論で『檄』とならび、引用されることの多い評論である。三島の吐露する〈空虚〉の考察だけでなく、戦後民主主義と三島文学の相関関係を探るためにも重要な文章である。
1970年（昭和45年）、『サンケイ新聞』（夕刊）7月7日号に掲載され、翌1971年（昭和46年）5月6日に新潮社より刊行された『蘭陵王――三島由紀夫 1967.1 - 1970.11』に収録された。
三島の死後、自宅書斎の机上から、本文が掲載されたサンケイ新聞夕刊の切抜きと共に、「限りある命ならば永遠に生きたい.　三島由紀夫」と記した書置きが発見されている。

## 内容
三島は戦後25年間（1945年から1970年）の自身の歩みを振り返って、〈その空虚さに今さらびつくりする〉とし、それらの過程に作家活動として積み上げてきた創作物を〈排泄物〉と同じだと断じつつ、自分がはたして本当に〈約束〉を果たして来たのか、〈否定により、批判により〉何事かを約束して来た筈の自分が、〈戦後民主主義とそこから生ずる偽善といふおそるべきバチルス〉を否定しながらも、〈そこから利得を得、のうのうと暮して来たこと〉が〈久しい心の傷〉となっていることを告白している。
また、それまでの自身の作家活動の中で試みてきた、〈肉体と精神を等価のものとすることによつて、その実践によつて、文学に対する近代主義的妄信を根底から破壊してやらう〉という企ても完全には成就されなかったこと、さらに、〈自分では十分俗悪で、山気もありすぎるほどあるのに、どうしても“俗に遊ぶ”という境地になれない〉自身が、わがままにより多くの友を失ったこと、戦後社会にいままで希望を持ってきた空しさを吐露し、日本の行く末について以下のように予言している。

## 評価・解釈
戦後25年を振り返り、自らの生き方を全面的に否定しながら三島が述べた上記の最後の一節を福田和也は引きつつ、「『ツァラトゥストラ』の末人の章のような形容詞のたたみかけ方に、容赦のない戦後日本への断罪が込められている」と評している。そして、その戦後を否定しさることは同時に、時代を代表する作家として三島を喝采・支持した戦後日本と、「作家にして寵児であった三島その人の存在を、生き方を否定」してしまうことだとし、三島はその否定を、「雄々しくというよりも明晰さゆえに、容赦なく」、しかも徹底的に遂行せざるをえなかったと福田は解説している。
井上隆史は、三島が〈或る経済大国が極東の一角に残るのであらう〉という文言が意味するものが、いまや日本が、「経済をアイデンティティの拠り所にすること」も困難になった時代となり、それゆえ初めて、「三島の言おうとしていたことが生々しく迫ってくる」ということほど、「痛烈なアイロニイはない」と述べている。

## おもな収録刊行本

### 単行本
- 評論集『蘭陵王――三島由紀夫 1967.1 - 1970.11』（新潮社、1971年5月6日） 
  - 装幀：増田幸右。布装。黄色帯。貼函。
  - 「蘭陵王」のほか、多数の評論文・序文などを収録。
  - ※著者の希望により、「蘭陵王」にかぎっては旧かな・正字体を用いている。
- 『日本人養成講座』（メタローグ・パサージュ叢書、1999年10月8日。平凡社、2012年5月）
  - 装幀・造本設計：巌谷純介。カバー装画・ロゴマーク：多田順。紙装。
  - 口絵写真1頁1葉（市ヶ谷・自衛隊での三島。提供：毎日新聞）
  - 編者・年譜作成：高丘卓
  - 付録：村松英子「巻末エッセイ」。「三島由紀夫略年譜」。初出・所収一覧
  - 解説：高丘卓「三島由紀夫のパサージュ」
  - 収録作品：
    - ［I. ニホン人のための日本入門］として、「アメリカ人の日本神話」「お茶漬ナショナリズム」
    - ［II. 日本語練習講座］として、「文章読本（抄）」
    - ［III. サムライの心得］として、「小説家の休暇（断片）」「若きサムライのための精神講話（抄）」
    - ［IV. エロスと政治について］として、「心中論」「二・二六事件と私」
    - ［V. おわり方の美学］として、「団蔵・芸道・再軍備」「私の中のヒロシマ――原爆の日によせて」「愛国心」「新知識人論」「私の中の二十五年」
- 文庫版『文化防衛論』（ちくま文庫、2006年11月10日）
  - カバーデザイン：神田昇和
  - 付録：本書関連日誌（1968年）
  - 解説：福田和也「扇動者としての三島由紀夫」
  - 収録作品：
    - ［第一部 論文］として、「反革命宣言」「反革命宣言補註」「文化防衛論」「橋川文三への公開状」「『道義的革命』の論理――磯部一等主計の遺稿について」「自由と権力の状況」
    - ［第二部 対談］として、「政治行為の象徴性について」（対：いいだもも）
    - ［第三部 学生とのティーチ・イン］として、「テーマ・『国家革新の原理』――於　一橋大学（小平）、早稲田大学、茨城大学」
    - 「あとがき」「果たし得ていない約束――私の中の二十五年」
- 『終わり方の美学――戦後ニッポン論考集』（徳間文庫カレッジ、2015年10月15日）
  - 編者・年譜作成：高丘卓
  - カバーデザイン：風デザイン室。写真撮影：篠山紀信
  - 解説：高丘卓「『人間喜劇』エピソード」
  - 付録：「三島由紀夫略年譜」
  - 収録作品：
    - ［I. ニホン人のための日本入門］として、「アメリカ人の日本神話」「お茶漬ナショナリズム」
    - ［II. 日本語練習講座］として、「文章読本――附 質疑応答」
    - ［III. サムライの心得］として、「小説家の休暇（断片）」「若きサムライのための精神講話（抄）」
    - ［IV. エロスと政治について］として、「心中論」「二・二六事件と私」「性的変質から政治的変質へ――ヴィスコンティ『地獄に堕ちた勇者ども』をめぐって」
    - ［V. 死を夢見る肉体について］として、「現代の夢魔――『禁色』を踊る前衛舞踏団」「“殺意”の無上の興奮――『人斬り』田中新兵衛にふんして」「『総長賭博』と『飛車角と吉良常』のなかの鶴田浩二」「『憂国』の謎」「聖セバスチャンの殉教」
    - ［VI. 終わり方の美学］として、「団蔵・芸道・再軍備」「私の中のヒロシマ――原爆の日によせて」「愛国心」「新知識人論」「私の中の二十五年」

### 全集
- 『三島由紀夫全集34巻（評論X）』（新潮社、1976年2月25日）
  - 装幀：杉山寧。四六判。背革紙継ぎ装。貼函。旧字・旧仮名遣い。
  - 月報：小賀正義「日本人対日本人」。阿部勉「三島隊長の『問題提起（日本国憲法）』」。《評伝・三島由紀夫34》佐伯彰一「三島由紀夫以前（その10）」。《三島由紀夫論9》田中美代子「隠された宇宙」
  - 収録作品：昭和44年2月から昭和46年11月の評論93篇。
  - ※ 同一内容で豪華限定版（装幀：杉山寧。総革装。天金。緑革貼函。段ボール夫婦外函。A5変型版。本文2色刷）が1,000部あり。
- 『決定版 三島由紀夫全集36巻・評論11』（新潮社、2003年11月10日）
  - 装幀：新潮社装幀室。装画：柄澤齊。四六判。貼函。布クロス装。丸背。箔押し2色。旧仮名遣い。
  - 月報：松本徹「十歳の『アラビヤン・ナイト』」。大須賀瑞夫「最後の講演テープ」。［思想の航海術11］田中美代子「悪魔＝展望の誤謬」
  - 収録作品：［評論］昭和45年1月から昭和45年11月までの評論70篇。［作文］幼少年時代の作文46篇。［参考作品1］共同執筆8篇。［参考作品2］異稿・断片25篇。［参考作品3］英・独文の翻訳掲載5篇（日本語原稿が見つからないもの）。［参考作品4］アンケート45篇。［参考資料（楯の会）］15篇。